# Oxyna superflava
Oxyna superflava es una especie de insecto del género Oxyna de la familia Tephritidae del orden Diptera.

## Historia
Amnon Freidberg la describió científicamente por primera vez en el año 1974.